# 武政弘子
武政 弘子（たけまさ ひろこ、1965年5月12日 - ）は、日本の女性声優。劇団ふくわらい副座長。埼玉県出身。

## 人物
バオバブ学園（現：ビジュアル・スペース俳優養成所）3期生。
以前はぷろだくしょんバオバブ、劇団すごろくに所属していた。

## 出演作品

### テレビアニメ
1995年
- H2（女師範、女の子B、カップル女、ギャルB、弓道部コーチ）
- 恐竜冒険記ジュラトリッパー（ダンマリ[6]）
- それいけ!アンパンマン（モン吉〈初代[要出典]〉）

1996年
- ドラえもん（クラスメイトB[要出典]）

1997年
- 少女革命ウテナ（女性教師）

1998年
- どっきりドクター（男子生徒）

1999年
- どっきりドクター（並木真一）
- マジック・スクール・バス（ラルフィー）

2000年
- マジック・スクール・バスII（ラルフィー）

### OVA
1994年
- BOUNTY DOG/月面のイブ（老婆[7]）

1995年
- 紺碧の艦隊（仲居）

1996年
- 宝魔ハンターライム（ろうそくん、銀行員）

1998年
- 下級生 あなただけを見つめて…（結城達哉）
- 万能文化猫娘 DASH!（副官）
- ようこそ！エコロ島（環太）

### ドラマCD
1994年
- ドラゴン騎士団（ババ様、魔女）

### ゲーム
1995年
- 銀河お嬢様伝説ユナ2 永遠のプリンセス（ハイスピード・セリカ）
- 宝魔ハンターライム（ちゅうしゃキング、ろうそくん）

1996年
- 王国のグランシェフ

1997年
- 妖獣戦記 Windows版（ミカコ）
  - 妖獣戦記 -A.D.2048-
  - 続妖獣戦記 -砂塵の黙示録-

1998年
- 妖獣戦記2 -黎明の戦士たち- Windows版（ミカコ）

2005年
- 家族計画〜心の絆〜（氷室冴子）

### 吹き替え
担当俳優
- パワーレンジャー（食べ物パーティーの客）
- マネー・トレイン ※フジテレビ版
- ミステリー・グースバンプス（変身怪人の秘密基地）（リビー）

アニメ
- アラジンの大冒険